# Georgetown (comtat de Floyd)
Georgetown és una població dels Estats Units a l'estat d'Indiana. Segons el cens del 2000 tenia 2.227 habitants.

## Demografia
Segons el cens del 2000, Georgetown tenia 2.227 habitants, 794 habitatges, i 655 famílies. La densitat de població era de 480,4 habitants/km².
Dels 794 habitatges en un 44% hi vivien nens de menys de 18 anys, en un 68,4% hi vivien parelles casades, en un 10,7% dones solteres, i en un 17,4% no eren unitats familiars. En el 14,7% dels habitatges hi vivien persones soles el 4,4% de les quals corresponia a persones de 65 anys o més que vivien soles. El nombre mitjà de persones vivint en cada habitatge era de 2,8 i el nombre mitjà de persones que vivien en cada família era de 3,09.
Per edats la població es repartia de la següent manera: un 27,8% tenia menys de 18 anys, un 7,9% entre 18 i 24, un 34% entre 25 i 44, un 24% de 45 a 60 i un 6,2% 65 anys o més.
L'edat mediana era de 34 anys. Per cada 100 dones de 18 o més anys hi havia 95 homes.
La renda mediana per habitatge era de 48.795$ i la renda mediana per família de 51.667$. Els homes tenien una renda mediana de 36.204$ mentre que les dones 25.987$. La renda per capita de la població era de 18.645$. Entorn del 2,7% de les famílies i el 3,1% de la població estaven per davall del llindar de pobresa.

## Poblacions més properes
El següent diagrama mostra les poblacions més properes.